# Morgny-en-Thiérache
Morgny-en-Thiérache – miejscowość i gmina we Francji, w regionie Hauts-de-France, w departamencie Aisne.
Według danych na styczeń 2014 roku gminę zamieszkiwało 114 osób, a gęstość zaludnienia wynosiła 16,6 osób/km².